# 遼祖陵
祖陵是中国辽朝开国皇帝辽太祖的陵园。
位于祖州城址西北约二公里（今内蒙古巴林左旗林东镇西哈达英格乡石房之村西北深山中），此地为一巨大袋状山谷当地蒙古族称之为依贺宝勒格（蒙古语大泉），时称谷中为黑龙门，是出入峡谷的唯一途径。
天显二年（927年），契丹国开国皇帝耶律阿保机死后葬在祖陵，凿山为明殿，殿南为膳堂，以备时祭。东偏圣踪殿，立碑专记阿保机的游猎之事，殿东有楼，立碑纪录创业功劳。在附近设立祖州奉陵寝。应历三年（953年），应天皇后述律平死后也葬在祖陵。辽朝为圣地，国家有大事，君臣亲自到陵园祭祀。天庆九年（1119年）夏，金国军队攻下上京道，烧陵盗宝，陵墓荒芜。1962年夏，被内蒙古文物工作队发现。陵墓在幽谷西北坡，面向东南，具有游牧民族毡庐东向的特色。地面上有石像、柱础、护山石堤、石级等，四处可见房屋倒塌的堆积和碎刻残石，有契丹大字残石十余块。